# Daisuke Oku
Daisuke Oku (Amagasaki, 7. veljače 1976. – 17. listopada 2014.) japanski je nogometaš.

## Klupska karijera
Igrao je za Júbilo Iwata, Yokohama F. Marinos i Yokohama FC.

## Reprezentativna karijera
Za japansku reprezentaciju igrao je od 1998. do 2004. godine. Odigrao je 26 utakmice postigavši 2 pogodaka.
S japanskom reprezentacijom Daisuke Oku je igrao na Copa América 1999., Azijskom kupu 2000. i Kupa konfederacija 2003.

## Statistika
| Japan  | Japan | Japan |
| Godina | Nast. | Gol.  |
| ------ | ----- | ----- |
| 1998.  | 1     | 0     |
| 1999.  | 5     | 1     |
| 2000.  | 12    | 1     |
| 2001.  | 4     | 0     |
| 2002.  | 0     | 0     |
| 2003.  | 3     | 0     |
| 2004.  | 1     | 0     |
| Ukupno | 26    | 2     |

## Vanjske poveznice
- National Football Teams
- Japan National Football Team Database